# Pavillon du Butard

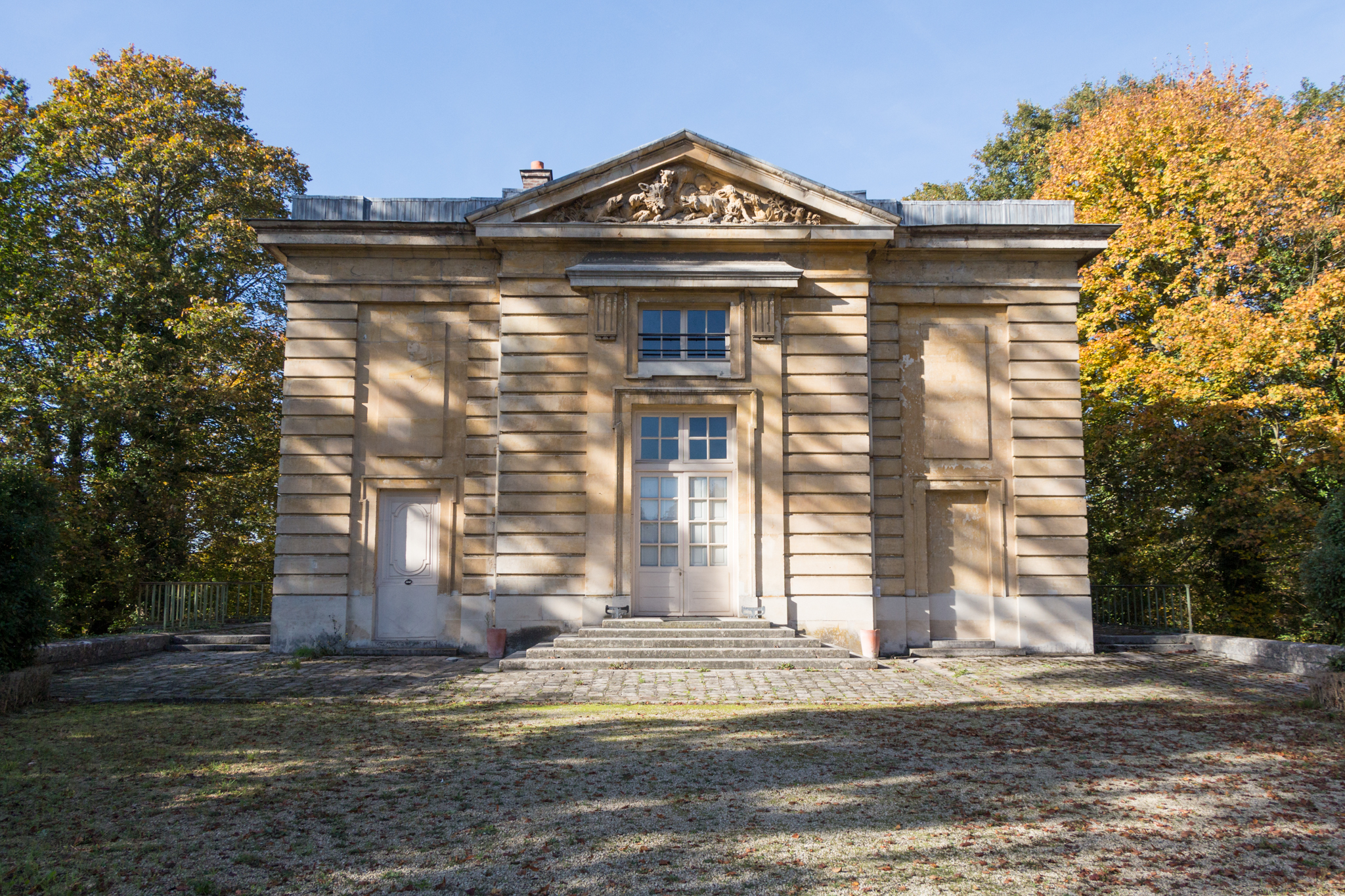
Fachada principal

O Pavilion du Butard é um pavilhão de caça no Forêt de Fausses-Reposes, no território de La Celle-Saint-Cloud em Yvelines, na França. Parte dos jardins de Versalhes, foi projectada por Ange-Jacques Gabriel para Luís XV e construída entre 1750 e 1754. Foi tornado propriedade do Estado em 27 de junho de 1794 por François-Nicolas Périgon, notário em Paris, durante a Revolução Francesa.
Foi ocupada pelos prussianos durante a Guerra Franco-Prussiana. Ainda propriedade estatal, e foi transformado em monumento histórico em 29 de agosto de 1927.